# 天功どっきり60分!
『天功どっきり60分!』（てんこうどっきりろくじゅっぷん）は、1976年4月2日から12月17日まで東京12チャンネル（現・テレビ東京）で放送されたバラエティ番組である。初代引田天功の冠番組。放送時間は毎週金曜 20:00 - 20:54（JST）。

## 概要
引田天功のワンマンショーで、魔術や悩み事相談などの豊富な内容で構成されていた。日本テレビ系列局の『火曜スペシャル』と『木曜スペシャル』で人気を博した初代引田天功の初司会番組である。また、天功は前年心筋梗塞で入院していたことから、この番組がテレビ復帰第1作目となった。

## 出演者
- 初代引田天功
- 司会進行：押阪忍[2]

## 放送局
- 東京12チャンネル：金曜 20:00 - 20:54
- 山形放送（1976年5月4日開始）：火曜 17:30 - 18:25[3]
- 仙台放送（1976年5月1日開始）：土曜 16:00 - 16:55[4]
- 中部日本放送